# Joseph Albrecht Christoph von Bieberstein-Pilchowsky
Joseph Albrecht Christoph von Bieberstein-Pilchowsky (* 4. Juni 1730 in Kirsen; † 3. Oktober 1815 in Tilsit) war preußischer Generalmajor und Chef des Dragonerregiments Nr. 12.

## Leben
Er war der Sohn von Mathias von Bieberstein-Pilchowsky, Erbherr auf Konopky und Pianken in Preußen, und dessen Ehefrau, einer geborenen von Manstein aus dem Hause Juckstein.
Bieberstein war seit 6. Juli 1743 Kadett in Berlin und kam am 12. September 1745 als Page zur Königin Mutter Sophie Dorothea. Nach ihrem Tod wurde er am 11. November 1757 als Sekondeleutnant im Dragonerregiment „Herzog Eugen“ der Preußischen Armee angestellt. In den kommenden Jahren nahm Bieberstein am Siebenjährigen Krieg teil. Am 21. April 1764 wurde er Stabskapitän sowie am 8. Juni 1772 Kapitän und Eskadronchef. Als Major nahm er 1778/79 am Bayerischen Erbfolgekrieg teil. Er stieg bis zum Oberst auf und erhielt am 27. Oktober 1790 das Kommando über das Dragonerregiment „von Schenck“. Am 5. November 1793 wurde er zum Generalmajor und Chef des Dragonerregiments „von Kalckreuth“ ernannt. 1794 nahm er dann am Krieg in Polen teil. Nach Angaben von General Favrat kämpfte er tapfer in mehreren Gefechten. Für das Gefecht von Magnuszewo am 26. Oktober 1794 erhielt er am 12. Dezember 1794 den Orden Pour le Mérite. Nach dem Krieg am 12. September 1797 erhielt er mit einer Pension von 1000 Talern seine Demission.
Bieberstein verstarb unverheiratet in Tilsit.